# Campeonato Mundial Sub-23 de Remo
Campeonato Mundial Sub-23 de Remo é uma regata internacional de remo organizada pela FISA (a Federação Internacional de Remo). É um evento de uma semana para os melhores remadores abaixo de 23 anos.

## História
De 1976 o evento Sub-23 foi organizado como Nations Cup, independente da FISA. Em 2002 começou a Regata Mundial de Remo Sub-23, antes de se tornar um Campeonato desde 2005.

## Sedes
| Ed. | Ano  | Cidade          | País            | Data                                    | Nações |
| --- | ---- | --------------- | --------------- | --------------------------------------- | ------ |
| 1   | 2005 | Amsterdam       | Holanda         | 21 de julho – 24 de julho               |        |
| 2   | 2006 | Hazewinkel      | Bélgica         | 20 de julho – 23 de julho               |        |
| 3   | 2007 | Glasgow         | Reino Unido     | 26 de julho – 29 de julho               |        |
| 4   | 2008 | Brandenburg     | Alemanha        | 17 de julho – 20 de julho               |        |
| 5   | 2009 | Račice          | República Checa | 26 de julho – 29 de julho               |        |
| 6   | 2010 | Brest           | Bielorrússia    | 22 de julho – 25 de julho               | 58     |
| 7   | 2011 | Amsterdam       | Holanda         | 20 de julho – 24 de julho               | 63     |
| 8   | 2012 | Trakai          | Lituânia        | 11 de julho – 15 de julho               | 55     |
| 9   | 2013 | Linz-Ottensheim | Áustria         | 24 de julho – 28 de julho               |        |
| 10  | 2014 | Varese          | Itália          | 23 de julho – 27 de julho               |        |
| 11  | 2015 | Plovdiv         | Bulgária        | 22 de julho – 26 de julho               |        |
| 12  | 2016 | Rotterdam       | Holanda         | 21 de agosto – 28 de agosto             |        |
| 13  | 2017 | Plovdiv         | Bulgária        | 19 de julho – 23 de julho               |        |
| 14  | 2018 | Poznań          | Polônia         | 25 de julho – 29 de julho               |        |
| 15  | 2019 | Sarasota        | USA             | 24 de julho – 28 de julho               |        |
| 16  | 2020 | Bled            | SLO             | 16 de agosto – 23 de agosto [cancelado] |        |
| 17  | 2021 | Račice          | República Checa | 7 de julho – 11 de julho                |        |